# Омельченко Лев Євгенович
Лев Євгенович Оме́льченко (рос. Лев Евгеньевич Омельченко; * 6 червня 1922, Жашків, Київська губернія) — радянський та російський шахіст і правник. Чемпіон РРФСР (1968—1970), 2-разовий чемпіон СРСР (1969—1970 і 1971—1972) з кореспонденційних шахів. Єдиний, кому вдалося двічі поспіль перемогти у чемпіонаті СРСР з кореспонденційних шахів. Міжнародний гросмейстер ІКЧФ (1986). За фахом — правник; був суддею, працював в адвокатурі.

## Життєпис
З 1940 року служив у війську під Мурманськом. Воював там протягом 1941—1942 років, У квітні 1942 під час бою за висоту Чорна біля Мурманська був поранений. Нагороджений орденом Червоної Зірки.
Після війни закінчив юридичний факультет Ленінградського університету, переїхав до П'ятигорська. Майже 30 років працював суддею, потім працював в адвокатурі.
Чемпіон РРФСР (1968—1970), дворазовий чемпіон СРСР (1969—1970 і 1971—1972) з шахів за листуванням. Єдиний, кому вдалося двічі поспіль перемогти у чемпіонаті СРСР з шахів за листуванням. Переможець міжнародного кореспонденційного турніру пам'яти Курта Клара (1982—1986). Переможець  VII і VIII заочних олімпіад (1972—1976 і 1977—1982) у складі збірної СРСР. Міжнародний гросмейстер ІКЧФ (1986).